# Goritsa (Dobritsj)
Goritsa of Gorica (Bulgaars: Горица) is een dorp in het noordoosten van Bulgarije. Het dorp is gelegen in de gemeente General Tosjevo in de oblast Dobritsj. Het dorp ligt hemelsbreed ongeveer 28 km ten zuidoosten van Dobritsj en 406 km ten noordoosten van Sofia.

## Bevolking
Op 31 december 2020 woonden er 107 personen in het dorp Goritsa.
In het dorp wonen drie etnische groepen: Turken, Bulgaren en Roma. In de optionele volkstelling van 2011 identificeerden 46 van de 67 ondervraagden zichzelf als etnische "Turken", 16 ondervraagden noemden zichzelf "Bulgaren” en 12 ondervraagden “Roma".
| Etnische samenstelling van de respondenten (2011) | Etnische samenstelling van de respondenten (2011) | Etnische samenstelling van de respondenten (2011) | Etnische samenstelling van de respondenten (2011) | Etnische samenstelling van de respondenten (2011) |
| ------------------------------------------------- | ------------------------------------------------- | ------------------------------------------------- | ------------------------------------------------- | ------------------------------------------------- |
|                                                   |                                                   |                                                   |                                                   |                                                   |
| Bulgaren                                          | Bulgaren                                          |                                                   | 20,8%                                             | 20,8%                                             |
| Turken                                            | Turken                                            |                                                   | 59,7%                                             | 59,7%                                             |
| Roma                                              | Roma                                              |                                                   | 15,6%                                             | 15,6%                                             |
| Anders/Onbekend                                   | Anders/Onbekend                                   |                                                   | 4,9%                                              | 4,9%                                              |

Van de 107 inwoners die in februari 2011 werden geregistreerd, waren er 35 jonger dan 15 jaar oud (32,7%), gevolgd door 63 personen tussen de 15-64 jaar oud (58,9%) en 9 personen van 65 jaar of ouder (8,4%).